# Symbatios (Konstantyn)
Symbatios zwany Konstantynem (gr. Συμβάτιος, Sabbatios (Σαββάτιος), Sambates (Σαμβάτης), ur. ok. 800, zm. po 820) – bizantyński współcesarz w okresie 25 grudnia 814 do 25 grudnia 820 u boku swego ojca Leona V Armeńczyka. 

## Życiorys
Był najstarszym synem Leona V Armeńczyka i jego żony Teodosji.  Wyniesiony na współcesarza Konstantyna w Boże Narodzenie. Wiosną 815 był przedstawicielem ojca na synodzie w Konstantynopolu, na którym potępiono kult obrazów i postanowienia II Soboru Nicejskiego. W dniu Bożego Narodzenia 820, kiedy został obalony i zamordowany jego ojciec zesłano go na Wyspy Książęce. Wraz z nim zesłano jego matkę i trzech braci. Został poddany kastracji oraz zmuszony do wstąpienia w stan zakonny. 